# لیگ آزادگان ۰۵–۱۴۰۴
لیگ آزادگان ۰۵–۱۴۰۴ سی و پنجمین فصل لیگ آزادگان و بیست و پنجمین فصل این مسابقات است که از سال تأسیس آن (۱۳۷۰) است. این لیگ از سال ۱۳۸۰ به عنوان سطح فوتبال ایران درحال برگزاری است.

## تیم‌های حاضر
فصل با حضور ۱۳ تیم از لیگ آزادگان ۰۴–۱۴۰۳ و ۲  تیم سقوط کرده از لیگ برتر فوتبال ایران ۰۴–۱۴۰۳(هوادار و نساجی) همچنین ۳ تیم جدید صعود کرده از لیگ دسته دوم فوتبال ایران ۰۴-۱۴۰۳ (فرد البرز قهرمان لیگ دو و شناورسازی  نایب قهرمان لیگ دو و نود ارومیه برنده پلی اف لیگ دو) برگزار می‌شود.
| صعود از لیگ دسته دوم فوتبال ایران ۰۴-۱۴۰۳                                                                     | سقوط از لیگ برتر فوتبال ایران ۰۴–۱۴۰۳                                                                               |
| --- | --- |
| تیم‌های جدید                                                                                                   | |
| فرد البرز (برای اولین بار در تاریخ خود صعود کرد) شناور سازی (پس از سه فصل به لیگ آزادگان صعود کرد) نود ارومیه | هوادار(سقوط پس از چهار فصل حضور در لیگ برتر) نساجی(پس از ۷ فصل حضور در لیگ برتر سقوط کرد)                           |
| سقوط به لیگ دسته دوم فوتبال ایران ۰۵-۱۴۰۴                                                                     | صعود به لیگ برتر فوتبال ایران ۰۵–۱۴۰۴                                                                               |
| تیم‌های فصل پیش                                                                                                | |
| شهرداری آستارا شهر راز نفت مسجد سلیمان                                                                        | فجر سپاسی(پس از سه فصل حضور در لیگ یک به لیگ برتر صعود کرد) پیکان(پس از یک فصل حضور در لیگ یک به لیگ برتر صعود کرد) |

| نام تیم           | سرمربی         | نام تیم             | سرمربی         |
| ----------------- | -------------- | ------------------- | -------------- |
| آریو اسلامشهر     | وحید بیاتلو    | بعثت کرمانشاه       | سیاوش اکبرپور  |
| پارس جنوبی جم     | مهدی رجب‌زاده   | پالایش نفت بندرعباس | ابراهیم صادقی  |
| داماش گیلان       | علی نظرمحمدی   | سایپا               | غلامرضا عنایتی |
| شناور سازی        | داوود حق‌دوست   | شهرداری نوشهر       | کیانوش رحمتی   |
| صنعت نفت          | مسعود شجاعی    | فرد البرز           | فرید صفایی‌فرد  |
| مس سونگون         | علی ابراهیمیان | مس شهر بابک         | قاسم شهبا      |
| مس کرمان          | فرزاد حسین‌خانی | نساجی               | فراز کمالوند   |
| نفت و گاز گچساران | محمود فکری     | نود ارومیه          | ابراهیم اشکش   |
| نیرو زمینی        | فرشاد پیوس     | هوادار              | رضا ربیعی      |

### ظرفیت تماشاگر ورزشگاه تیم‌ها
| تیم               | شهر      | ظرفیت  | ورزشگاه             |
| ----------------- | -------- | ------ | ------------------- |
| سایپا تهران       | تهران    | ۸٬۲۵۰  | دستگردی تهران       |
| آریو اسلامشهر     | اسلامشهر | ۷٬۰۰۰  | امام خمینی اسلامشهر |
| بعثت کرمانشاه     | کرمانشاه | ۱٬۰۰۰  | آزادی کرمانشاه      |
| نیروی زمینی       | تهران    | ۲٬۵۰۰  | غدیر                |
| صنعت مس سونگون    | ورزقان   | ۱۲٬۰۰۰ | قاسم سلیمانی        |
| صنعت مس کرمان     | کرمان    | ۳۰٬۰۰۰ | شهدای مس کرمان      |
| صنعت مس شهربابک   | شهربابک  | ۵٬۰۰۰  | شهدای شهربابک       |
| هوادار            | تهران    | ۸٬۰۰۰  | دستگردی             |
| پارس جنوبی جم     | بوشهر    | ۱۵٬۰۰۰ | تختی جم             |
| نفت و گاز گچساران | گچساران  | ۷٬۰۰۰  | شهدای نفت گچساران   |
| صنعت نفت          | آبادان   | ۸٬۰۰۰  | تختی                |
| نساجی             | قائم شهر | ۱۵٬۰۰۰ | وطنی                |
| پالایش نفت        | بندرعباس | ۱۰٬۰۰۰ | خلیج فارس           |
| داماش گیلان       | رشت      | ۱۵٬۰۰۰ | عضدی رشت            |
| شناورسازی قشم     | قشم      | ۵٬۰۰۰  | ورزشگاه پی پشت قشم  |
| شهرداری نوشهر     | نوشهر    | ۴٬۰۰۰  | شهدای نوشهر         |
| فرد البرز         | کرج      | ۱۵٬۰۰۰ | انقلاب              |
| نود ارومیه        | ارومیه   | ۱۵٬۰۰۰ | شهید باکری          |

## جدول لیگ
| رتبه | تیم               | بازی | برد | مساوی | باخت | گل زده | گل خورده | گل تفاضل | امتیاز | صعود یا سقوط                          |
| ---- | ----------------- | ---- | --- | ----- | ---- | ------ | -------- | -------- | ------ | ------------------------------------- |
| ۱    | نساجی             | ۰    | ۰   | ۰     | ۰    | ۰      | ۰        | ۰        | ۰      | صعود به لیگ برتر فوتبال ایران ۰۵–۱۴۰۴ |
| ۲    | صنعت نفت          | ۰    | ۰   | ۰     | ۰    | ۰      | ۰        | ۰        | ۰      | صعود به لیگ برتر فوتبال ایران ۰۵–۱۴۰۴ |
| ۳    | سایپا             | ۰    | ۰   | ۰     | ۰    | ۰      | ۰        | ۰        | ۰      |                                       |
| ۴    | آریو              | ۰    | ۰   | ۰     | ۰    | ۰      | ۰        | ۰        | ۰      |                                       |
| ۵    | پارس جنوبی جم     | ۰    | ۰   | ۰     | ۰    | ۰      | ۰        | ۰        | ۰      |                                       |
| ۶    | مس شهربابک        | ۰    | ۰   | ۰     | ۰    | ۰      | ۰        | ۰        | ۰      |                                       |
| ۷    | مس کرمان          | ۰    | ۰   | ۰     | ۰    | ۰      | ۰        | ۰        | ۰      |                                       |
| ۸    | بعثت کرمانشاه     | ۰    | ۰   | ۰     | ۰    | ۰      | ۰        | ۰        | ۰      |                                       |
| ۹    | شهرداری نوشهر     | ۰    | ۰   | ۰     | ۰    | ۰      | ۰        | ۰        | ۰      |                                       |
| ۱۰   | پالایش نفت        | ۰    | ۰   | ۰     | ۰    | ۰      | ۰        | ۰        | ۰      |                                       |
| ۱۱   | نفت و گاز گچساران | ۰    | ۰   | ۰     | ۰    | ۰      | ۰        | ۰        | ۰      |                                       |
| ۱۲   | نیروی زمینی       | ۰    | ۰   | ۰     | ۰    | ۰      | ۰        | ۰        | ۰      |                                       |
| ۱۳   | مس سونگون         | ۰    | ۰   | ۰     | ۰    | ۰      | ۰        | ۰        | ۰      |                                       |
| ۱۴   | داماش             | ۰    | ۰   | ۰     | ۰    | ۰      | ۰        | ۰        | ۰      |                                       |
| ۱۵   | شناور سازی قشم    | ۰    | ۰   | ۰     | ۰    | ۰      | ۰        | ۰        | ۰      |                                       |
| ۱۶   | فرد البرز         | ۰    | ۰   | ۰     | ۰    | ۰      | ۰        | ۰        | ۰      | سقوط به لیگ ۲                         |
| ۱۷   | نود ارومیه        | ۰    | ۰   | ۰     | ۰    | ۰      | ۰        | ۰        | ۰      | سقوط به لیگ ۲                         |
| ۱۸   | هوادار            | ۰    | ۰   | ۰     | ۰    | ۰      | ۰        | ۰        | ۳−     | سقوط به لیگ ۲                         |

1. ↑  کمیته انضباطی سه امتیاز از هوادار کسر کرده است.[۱۳]

## کسر امتیاز

### هوادار
کمیته انضباطی فدراسیون فوتبال سه باشگاه شمس‌آذر قزوین، استقلال خوزستان و هوادار را به دلیل عدم دریافت مجوز ملی، به کسر ۳ امتیاز محکوم کرد، که باتوجه به سقوط باشگاه هوادار به لیگ آزادگان این باشگاه با منفی سه امتیاز لیگ را شروع می‌کند.

## یادداشت
1. ↑  این تیم به دلیل تخلف شرط‌بندی توسط کمیته انظباطی به سقوط به یک دسته پایین‌تر محکوم شده است و با توجه رتبه کسب کرده به بلافاصله پس از سقوط به لیگ دو لیگ دسته سه سقوط کرد